# Alex i Leo
Alex i Leo (niem. Alex und der Löwe) – niezależny niemiecki film fabularny z 2010 roku, wyreżyserowany przez Yuriego Gárate'a, z Marcelem Schluttem i André Schneiderem obsadzonymi w rolach głównych. Zdjęcia kręcono w Berlinie.
Komedia romantyczna o tematyce gejowskiej, traktująca o rodzącym się związku emocjonalnym dwóch mężczyzn. Światowa premiera obrazu odbyła się w lutym 2010 podczas Philadelphia Q Fest w Stanach Zjednoczonych. 8 listopada tego roku film trafił do dystrybucji kinowej w Niemczech. W 2012 roku powstał spin-off/sequel filmu, Männer zum Knutschen.

## Opis fabuły
Leo jest skrytym homoseksualistą, od czterech lat tkwiącym w nieudanym związku z Carlą. Podczas przyjęcia bohater wyznaje, że w przeszłości utrzymywał intymne kontakty z mężczyznami. Na wieść o tym narzeczona porzuca go i odchodzi. Przypadek sprawia, że Leo poznaje Aleksa, który właśnie zerwał z niewiernym ukochanym. Obaj zaczynają się spotykać, a ich rodzącemu się uczuciu kibicują przyjaciele Aleksa.

## Obsada
- Marcel Schlutt − Leopold "Leo" Krieg
- André Schneider − Alexander "Alex" Vennemann
- Sascia Haj − Stefanie "Steffi" Graf
- Udo Lutz − Tobias "Tobi" Rückert
- Beate Kurecki − Kerstin
- Hans Hendrik Trost − Daniel Möckernbrink
- Barbara Kowa − Carla
- Anna Gerloff − Babette
- Hermann Eppert − Philipp
- Martin Langenbeck − Simon

## Festiwale filmowe
Film prezentowany był podczas następujących festiwali filmowych:
- 2010, Stany Zjednoczone: Philadelphia Q Fest[1]
- 2010, Francja: Paris Gay and Lesbian Film Festival[1]
- 2011, Belgia: Brussels Gay and Lesbian Film Festival[1]